# Qinzhou

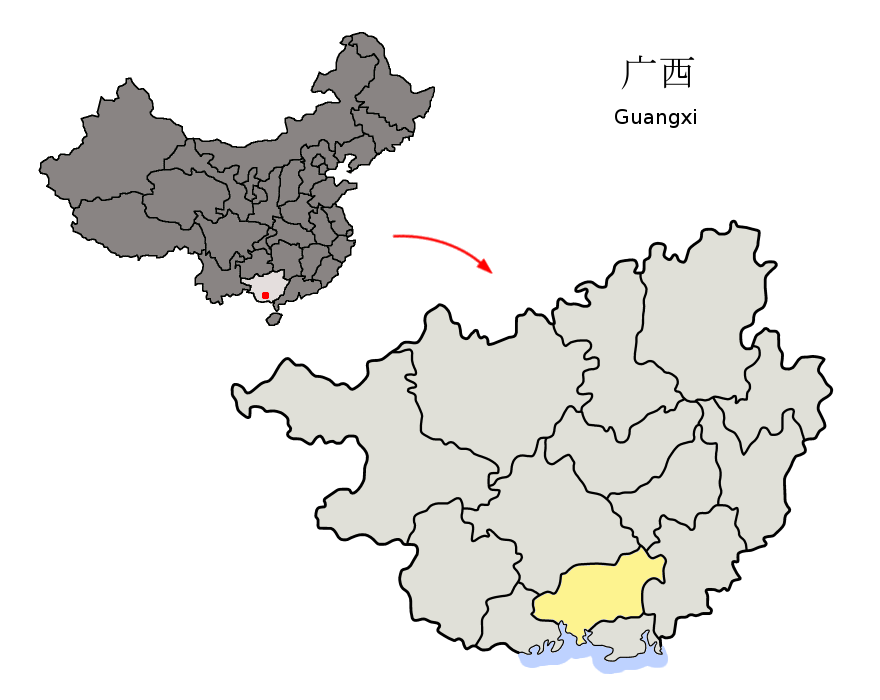
Lage von Qinzhou (gelb) in Guangxi

Qinzhou (钦州市,  Qīnzhōu Shì; Zhuang Ginhcouh Si) ist eine Stadt im Süden des Autonomen Gebiets Guangxi der Zhuang-Nationalität in der Volksrepublik China. Die Fläche beträgt 20.903 Quadratkilometer und die Einwohnerzahl 3.302.238 (Stand: Zensus 2020).

## Administrative Gliederung
Die bezirksfreie Stadt Qinzhou setzt sich auf Kreisebene aus zwei Stadtbezirken und zwei Kreisen zusammen. Diese sind:
- Stadtbezirk Qinnan – 钦南区 Qīnnán Qū;
- Stadtbezirk Qinbei – 钦北区 Qīnběi Qū;
- Kreis Lingshan – 灵山县 Língshān Xiàn;
- Kreis Pubei – 浦北县 Pǔběi Xiàn.

## Sonstiges

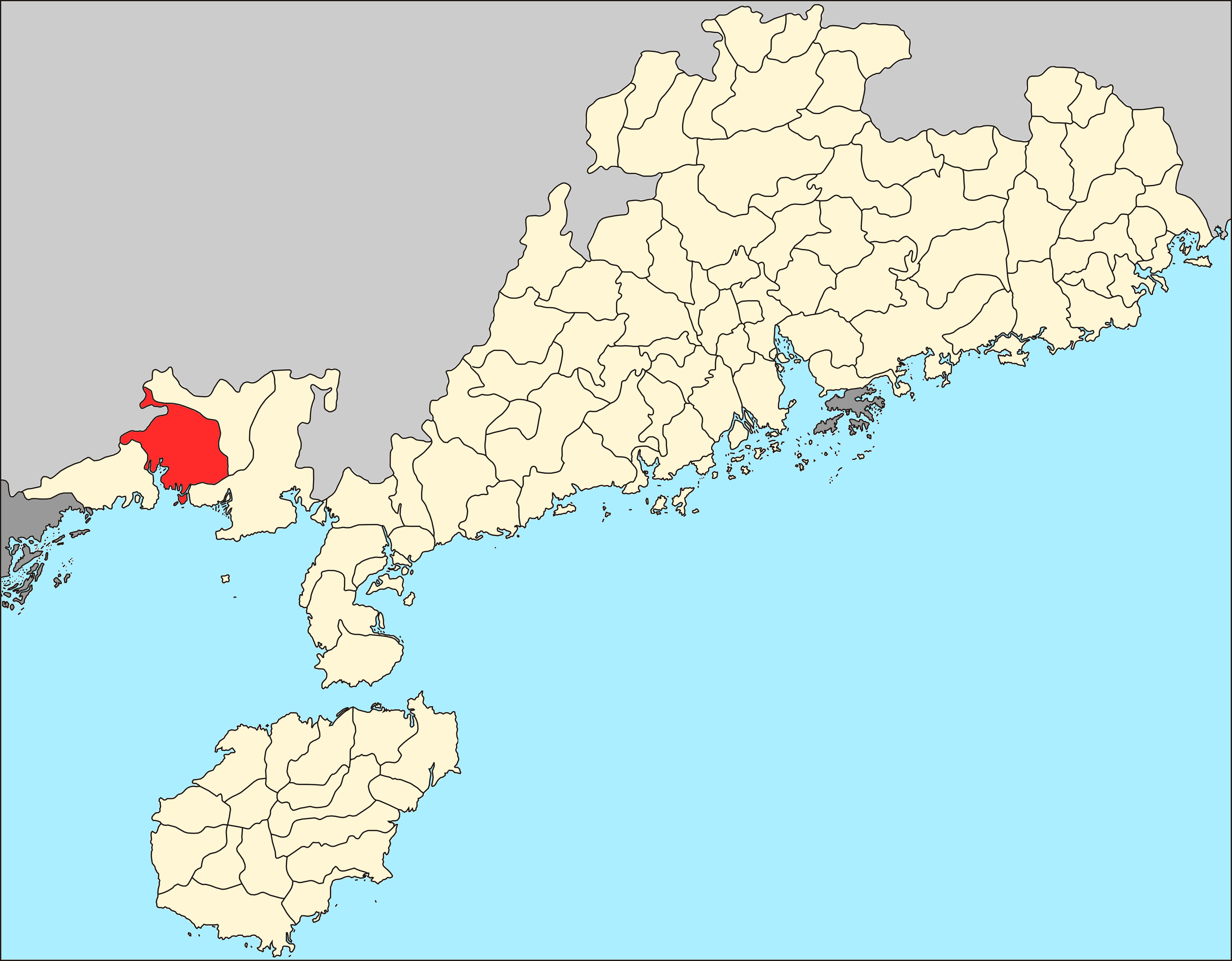
Lage des damaligen Kreises Qin in der Provinz Guangdong in ihren Grenzen von 1946

Historisch gehörte Qinzhou zur Provinz Guangdong. Um der Provinz Guangxi einen Zugang zum Meer zu ermöglichen, wurde der Kreis zusammen mit den benachbarten damaligen Kreisen Hepu, Fangchenggang und Lingshan 1952 bis 1955 und erneut ab 1965 von Guangdong an Guangxi abgetreten.
Die traditionelle Architektur der ehemaligen Wohnsitze von Liu Yongfu (1837–1917) und Feng Zicai (1818–1903) (Liu Yongfu, Feng Zicai jiuju gu jianzhuqun 刘永福、冯子材旧居建筑群), der Helden aus dem Chinesisch-Französischen Krieg von 1884 bis 1885, steht seit 2001 auf der Liste der Denkmäler der Volksrepublik China (5-505).

## Persönlichkeiten
- Liu Yongfu (1837–1917), Militärkommandant, Held der Vertreibung der Ausländer in China am Ende der Qing-Dynastie